# Млынкова, Марья
Марья Млынкова, урождённая — Брезанец (в.-луж. Marja Młynkowa, Brězanec, 1 февраля 1934 года, деревня Томмендорф, Германия — 27 февраля 1971 года, Будишин, ГДР) — лужицкая писательница, литературный критик и литературный историк. Писала на верхнелужицком языке.

## Биография
Родилась 1 февраля 1934 года в лужицкой деревне Томмендорф (сегодня — Томислав Нижнесилезского воеводства, Польша). С 1947 года по 1949 год обучалась в гимназии в Варнсдорфе. С 1949 года по 1952 год обучалась в Сербской высшей школе в Будишине. С 1952 года по 1955 год изучала германистику и педагогику в университете имени Карла Маркса в Лейпциге. С 1955 года по 1960 год работала редактором в издательстве «Volk und Wissen» и редакции газеты «Nowa Doba», потом — лектором по литературе в издательстве «Домовина». С 1960 года была свободной писательницей и литературным критиком.
В 1957 году вышла замуж за серболужицкого поэта и культурного деятеля Юрия Млынка. У них родилась дочь Мерка Метова.
Скончалась 27 февраля 1971 года в Будишине. Похоронен на кладбище святого Николая в Будишине.

## Сочинения
- Starosće w dźewjatce. Budyšin: LND, 1964
- Kostrjanc a čerwjeny mak. Powědančka. Budyšin: LND, 1965
- Dny w dalinje. Budyšin: LND, 1967

Посмертные издания
- Z wótrym wóčkom. Wuběrk literarno-kritiskich dźěłow. Budyšin: LND, 1973
- Dundak Matej, a druhe powědančka za dźěći. Budyšin: LND, 1975
- Za płotom. Krótko-powědančka. Budyšin: LND, 1977
- Zhromadźene spisy. Zwjazk 1. Powědančka a drobna proza. Budyšin: LND, 1994
- Zhromadźene spisy. Zwjazk 2. Dny w dalinje. Budyšin: LND, 1994